# Holmiaparken

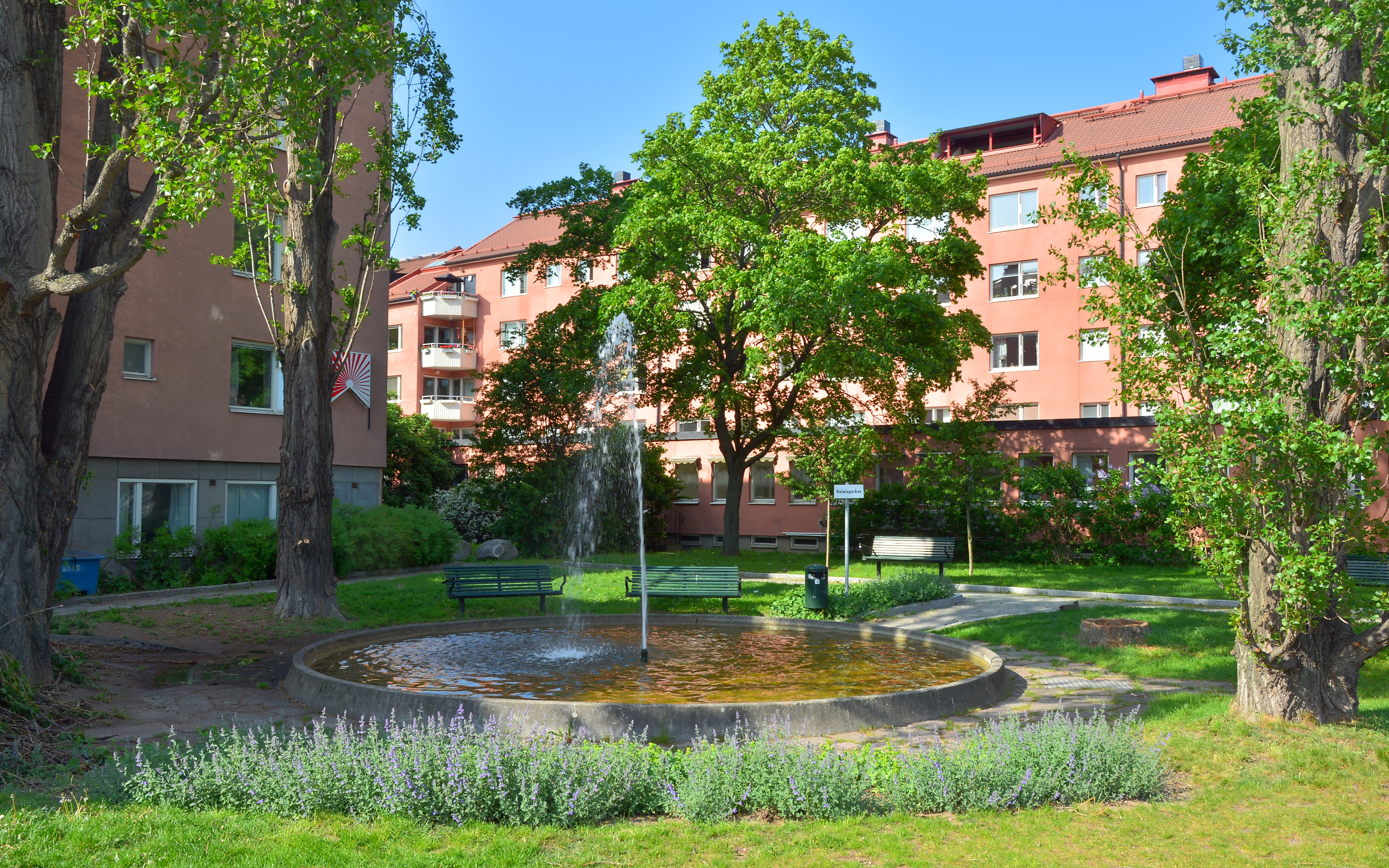
Holmiaparken.

Holmiaparken är en park vid Drottningholmsvägen intill Lindhagensplan i Kristineberg på Kungsholmen i Stockholm. Parken, som länge saknade namn, fick år 2010 av borgarrådet Regina Kevius namnet Holmiaparken efter bostadsområdet Holmia som revs i slutet av 1960-talet.
I mitten av parken ligger en fontän som omgärdas av popplar, sittbänkar och rabatter.